# Клавдиевы буквы

Клавдиевы буквы

Кла́вдиевы бу́квы — три буквы, придуманные и добавленные в латинский алфавит римским цензором (будущим императором) Клавдием в середине I века н. э.
- Зеркальная C (ↄ/, «антисигма») со значением bs и ps — по аналогии с буквой X, заменяющей cs и gs, и в параллель к греческой букве Ψ (пси). Точный вид этой клавдиевой буквы неизвестен — ни одного примера её использования в надписях не сохранилось. Среди предположений о её форме есть нечто в виде двух C, прислонённых спинками друг к другу, и другие варианты. Зеркальная C использовалось в системе записи чисел римскими цифрами. Данная буква также использовалась в версиях Юнифона для языков хупа, карук, толова, юрок и Indian Unifon Single-Sound Alphabet[1].

- Перевёрнутая F (Ⅎ, digamma inversum) со значением согласных V и W (эти буквы очень позднего происхождения, а до середины I тысячелетия U и V считались лишь шрифтовыми вариантами одной и той же буквы, которая читалась как [u] или [v] в зависимости от контекста). Эта клавдиева буква, вероятно, была создана под влиянием греческой буквы дигамма или произошедшей от неё этрусской буквой с аналогичным звуковым значением и F-образной формой (этрусская буква V читалась как [u], в то время как F читалась и как [f], и как [v]).

- Половинная H (Ⱶ) для передачи звука греческой буквы Υ (ипсилон), читавшейся средне между U и I в заимствованиях вроде Olympicus. Форма этой буквы повторяет архаическую греческую букву хета, произошедшую от финикийской буквы хет. Однако, по смыслу она ближе к финикийской букве йод, с которой также имеет сходство и от которой произошла буква Ι (йота) греческого алфавита. Позже вместо этой буквы в латинский алфавит ввели просто букву «греческое I» (и-грек) — Y.

Клавдиевы буквы в широкое употребление не вошли; в общественных надписях они встречались только во время правления Клавдия, а после его смерти от них отказались. Формы знаков, вероятно, были выбраны так, чтобы их было возможно печатать и вырезать, используя существующие шаблоны; они строились по образцу существовавших букв. Говорят, что Клавдия подтолкнуло к алфавитному творчеству замечание его матери Антонии Младшей о том, что он не станет императором, пока не изменит алфавит.